# Paul Schuster Taylor
Paul Schuster Taylor (* 1895 in Sioux City; † 1984 in San Francisco) war ein sozial engagierter Sozialwissenschaftler.

## Leben
1935 heiratete er Dorothea Lange. Er war von 1922 bis zu seiner Emeritierung 1962 Professor für Ökonomie an der University of California in Berkeley.
Taylor war maßgeblich an Forschungsprojekten im Rahmen des New Deal beteiligt und dokumentierte, gemeinsam mit seiner Frau, der Fotografin Dorothea Lange, sowohl das Elend der Landarbeiter während der Depression als auch die Internierung der japanischen Amerikaner während des Zweiten Weltkriegs.

## Veröffentlichungen
- The Sailors’ union of the Pacific, New York: The Ronald press company, 1923.
- Marine labor union leadership, San Francisco, 1925.
- Mexican labor in the United States, Berkeley: University of California press, 1928–34.
- A Spanish-Mexican peasant community, Berkeley: University of California press, 1933.
- An American-Mexican frontier, Chapel Hill: The University of North Carolina press, 1934.
- California Farm Labor, 1937
- Taylor, Paul Schuster und Lange, Dorothea: American Exodus, New York: Reynal & Hitchcock, c1939.
- Adrift on the land, New York: Public Affairs Committee, 1940.
- Venezuela, Caracas, 1960.
- Communist strategy and tactics of employing peasant dissatisfaction over conditions of land tenure for revolutionary ends in Vietnam, Washington: U.S. Govt. Print. Off., 1970.
- Georgia plan, Berkeley: Institute of Business and Economic Research, University of California, 1971/c1972.
- Essays on land, water, and the law in California, New York: Arno Press, 1979. ISBN 0405113943.
- Lange, Dorothea und Taylor, Paul Schuster: Dorothea Lange : Farm Security Administration photographs, 1935–1939, Glencoe: Text-Fiche Press, 1980. ISBN 0899690025.
- Labor on the land, New York: Arno Press, 1981. ISBN 0405142080.
- On the ground in the thirties, Salt Lake City: G. M. Smith, 1983. ISBN 0879051426.